# 우치코시촌 (니가타현)
우치코시촌(打越村)은 니가타현 니시칸바라군에 설치되었던 촌이다.